# ПАС (футбольний клуб, Хамадан)
 Футбольный клуб ПАС Хамадан (перс. باشگاه فوتبال پاس همدان‎‎) — іранський футбольний клуб із Хамадана, заснований 2007 року. Виступає у другому дивізіоні національного чемпіонату, Лізі Азадеган. Команду було створено після розпуску клубу «ПАС» (Тегеран).

## Досягнення
- Ліга Азадеган
  -  Бронзовий призер (2): 2012/13, 2014/15

- Кубок Хазфі
  - 1/2 фіналу (1): 2008/09

## Відомі гравці
- Артур Єдігарян
- Фарук Іхтіяревич
- Удочукву Нвоко
- Сохраб Бахтіарізаде
- Мохаммад Голамі
- Акмаль Чолматов
- Алі Самере